# Mimenicodes flavolineatus
Mimenicodes flavolineatus là một loài bọ cánh cứng trong họ Cerambycidae.